# Al-Hallaniyah
Al Hallaniyah (en árabe:الحلانية) es la mayor y única habitada de las Islas Khuriya Muriya, que pertenecen al país asiático de Omán. Se encuentra en el centro del grupo, a ocho kilómetros al este de Al-Sawda, la isla más cercana, y la segunda más grande del grupo. Su área es de 56 km². El único pueblo se encuentra en la parte occidental plana, con una población en un rango que va de 100 a 150 habitantes. Es accesible por barco o avión. Una pista de aterrizaje se encuentra cerca.
La isla es generalmente accidentada y árido, a excepción de algunos árboles Tamarix y un poco de hierba en su lado oriental. La parte central de la isla se eleva con varios picos de granito muy juntos. El pico más alto alcanza una altura de 495 metros.

## Historia
En marzo de 2016 arqueólogos que trabajan en las costas de la isla de Al-Hallaniyah identificaron un naufragio que se cree es el Esmeralda de la flota de Vasco da Gama de 1502-1503. Se encontraron más de 2.800 artefactos, entre ellos el astrolabio más antiguo del mundo (Véase Naufragio del Esmeralda).
Hoy en día, es sede de una vicegobernación y la isla está equipada con una planta de energía eléctrica, una planta de desalinización de agua, una escuela, una clínica, una mezquita y una planta de congelación de pescado.